# تفسير مقاتل
تفسير مقاتل عنوان التفسير الذي وضعه مقاتل بن سليمان (تـ 150هـ). اختلف الباحثون قديما وحديثا في تحديد زمن ظهور أول تفسير كامل للقرآن الكريم، لكن البعض يعتبر تفسير مقاتل أول تفسير كامل للقرآن الكريم، والمؤكد هو أن هذا التفسير من التفاسير المتقدمة.
طبع كتاب تفسير مقاتل بتحقيق عبد الله شحاته في دار إحياء التراث الإسلامي 1423هـ، كما طبع بتحقيق أحمد فريد المزيدي في دار الكتب العلمية 1424هـ.